# Campeonato Sul-Americano de Basquetebol Masculino
Campeonato Sul-Americano de Basquetebol Masculino  foi disputado pela primeira vez em 1930. As equipes masculinas da sul-americanas participam deste torneio, que é atualmente disputado a cada dois anos. Classifica as quatro melhores seleções para a Copa América e para o Torneio Pré-Olímpico.
O Brasil é o maior campeão do torneio com 18 títulos conquistados.

## Resultados
| 1930 Detalhes | Uruguai · (Montevidéu)           | Uruguai   | Round Robin | Argentina | Brasil    | Round Robin | Chile     |
| 1932 Detalhes | Chile · (Santiago)               | Uruguai   | 42–28       | Chile     | Argentina | N/A         | Nenhum    |
| 1934 Detalhes | Argentina · (Buenos Aires)       | Argentina | Round Robin | Chile     | Brasil    | Round Robin | Uruguai   |
| 1935 Detalhes | Brasil · (Rio de Janeiro)        | Argentina | Round Robin | Brasil    | Uruguai   | N/A         | Nenhum    |
| 1937 Detalhes | Chile · (Santiago & Valparaíso)  | Chile     | Round Robin | Uruguai   | Brasil    | Round Robin | Peru      |
| 1938 Details  | Peru · (Lima)                    | Peru      | Round Robin | Argentina | Uruguai   | Round Robin | Brasil    |
| 1939 Detalhes | Brasil · (Rio de Janeiro)        | Brasil    | Round Robin | Uruguai   | Argentina | Round Robin | Peru      |
| 1940 Details  | Uruguai · (Montevidéu)           | Uruguai   | Round Robin | Argentina | Brasil    | Round Robin | Chile     |
| 1941 Detalhes | Argentina · (Mendoza)            | Argentina | Round Robin | Peru      | Uruguai   | Round Robin | Chile     |
| 1942 Detalhes | Chile · (Santiago)               | Argentina | Round Robin | Uruguai   | Chile     | Round Robin | Brasil    |
| 1943 Detalhes | Peru · (Lima)                    | Argentina | Round Robin | Uruguai   | Peru      | Round Robin | Chile     |
| 1945 Detalhes | Equador · (Guayaquil)            | Brasil    | Round Robin | Uruguai   | Argentina | Round Robin | Chile     |
| 1947 Detalhes | Brasil · (Rio de Janeiro)        | Uruguai   | Round Robin | Brasil    | Chile     | Round Robin | Equador   |
| 1949 Detalhes | Paraguai · (Assunção)            | Uruguai   | Round Robin | Brasil    | Chile     | Round Robin | Peru      |
| 1953 Detalhes | Uruguai · (Montevideu)           | Uruguai   | Round Robin | Brasil    | Chile     | Round Robin | Paraguai  |
| 1955 Detalhes | Colômbia · (Cúcuta)              | Uruguai   | Round Robin | Paraguai  | Brasil    | Round Robin | Argentina |
| 1958 Detalhes | Chile · (Chile)                  | Brasil    | Round Robin | Uruguai   | Paraguai  | Round Robin | Argentina |
| 1960 Detalhes | Argentina · (Cordoba)            | Brasil    | Round Robin | Paraguai  | Argentina | Round Robin | Uruguai   |
| 1961 Detalhes | Brasil · (Rio de Janeiro)        | Brasil    | Round Robin | Uruguai   | Argentina | Round Robin | Paraguai  |
| 1963 Detalhes | Peru · (Lima)                    | Brasil    | Round Robin | Peru      | Uruguai   | Round Robin | Argentina |
| 1966 Detalhes | Argentina · (Mendoza & San Juan) | Argentina | Round Robin | Brasil    | Peru      | Round Robin | Uruguai   |
| 1968 Detalhes | Paraguai · (Assunção)            | Brasil    | Round Robin | Uruguai   | Peru      | Round Robin | Paraguai  |
| 1969 Detalhes | Uruguai · (Montevideu)           | Uruguai   | Round Robin | Brasil    | Argentina | Round Robin | Peru      |
| 1971 Detalhes | Uruguai · (Montevideu)           | Brasil    | Round Robin | Uruguai   | Argentina | Round Robin | Peru      |
| 1973 Detalhes | Colômbia · (Bogotá)              | Brasil    | Round Robin | Argentina | Peru      | Round Robin | Uruguai   |
| 1976 Detalhes | Colômbia · (Medelín)             | Argentina | Round Robin | Brasil    | Uruguai   | Round Robin | Paraguai  |
| 1977 Detalhes | Chile · (Valdivia)               | Brasil    | Round Robin | Uruguai   | Argentina | Round Robin | Venezuela |
| 1979 Detalhes | Argentina · (Bahía Blanca)       | Argentina | Round Robin | Brasil    | Uruguai   | Round Robin | Chile     |
| 1981 Detalhes | Uruguai · (Montevideu)           | Uruguai   | Round Robin | Brasil    | Argentina | Round Robin | Chile     |
| 1983 Detalhes | Brasil · (São Paulo)             | Brasil    | Round Robin | Argentina | Uruguai   | Round Robin | Venezuela |
| 1985 Detalhes | Colômbia · (Medelín)             | Brasil    | Round Robin | Uruguai   | Argentina | Round Robin | Venezuela |
| 1987 Detalhes | Paraguai · (Assunção)            | Argentina | –           | Venezuela | Brasil    | –           | Uruguai   |
| 1989 Detalhes | Equador (Machala & Guayaquil)    | Brasil    | Round Robin | Argentina | Uruguai   | Round Robin | Venezuela |
| 1991 Detalhes | Venezuela · (Valencia)           | Venezuela | 122–121     | Brasil    | Argentina | Round Robin | Uruguai   |
| 1993 Detalhes | Brasil · (Guaratinguetá)         | Brasil    | 82–76       | Argentina | Venezuela | –           | Uruguai   |
| 1995 Detalhes | Uruguai · (Montevideu)           | Uruguai   | 89–74       | Argentina | Brasil    | 85–63       | Venezuela |
| 1997 Detalhes | Venezuela · (Maracaibo)          | Uruguai   | Round Robin | Venezuela | Argentina | Round Robin | Brasil    |
| 1999 Detalhes | Argentina · (Bahía Blanca)       | Brasil    | 73–67       | Argentina | Venezuela | 99–77       | Uruguai   |
| 2001 Detalhes | Chile (Valdivia)                 | Argentina | 76–69       | Brasil    | Venezuela | 94–90       | Uruguai   |
| 2003 Detalhes | Uruguai · (Montevideu)           | Brasil    | 83–80       | Argentina | Uruguai   | 88–82       | Venezuela |
| 2004 Detalhes | Brasil · (Campos dos Goytacazes) | Argentina | 95–78       | Brasil    | Venezuela | 76–74       | Uruguai   |
| 2006 Detalhes | Venezuela · (Caracas)            | Brasil    | 92–61       | Uruguai   | Argentina | 95–78       | Venezuela |
| 2008 Detalhes | Chile · (Puerto Montt)           | Argentina | 100–95      | Uruguai   | Venezuela | 87–72       | Brasil    |
| 2010 Detalhes | Colômbia · (Neiva)               | Brasil    | 87–77       | Argentina | Uruguai   | 76–70       | Venezuela |
| 2012 Detalhes | Argentina · (Resistencia)        | Argentina | 79–56       | Venezuela | Uruguai   | 80–68       | Brasil    |
| 2014 Detalhes | Venezuela · (Ilha de Margarita)  | Venezuela | 74–65       | Argentina | Brasil    | 66–61       | Uruguai   |
| 2016 Detalhes | Venezuela · (Caracas)            | Venezuela | 64–58       | Brasil    | Uruguai   | 87–83       | Argentina |

## Desempenho por país
| Ordem | País      | Medalha de ouro | Medalha de prata | Medalha de bronze | Total |
| ----- | --------- | --------------- | ---------------- | ----------------- | ----- |
| 1     | Brasil    | 18              | 13               | 8                 | 39    |
| 2     | Argentina | 13              | 12               | 13                | 38    |
| 3     | Uruguai   | 11              | 13               | 12                | 36    |
| 4     | Venezuela | 3               | 3                | 5                 | 11    |
| 5     | Chile     | 1               | 2                | 4                 | 7     |
| 5     | Peru      | 1               | 2                | 4                 | 7     |
| 7     | Paraguai  | 0               | 2                | 1                 | 3     |

## Detalhes das participações
| Equipe    | 1930 | 1932 | 1934 | 1935 | 1937 | 1938 | 1939 | 1940 | 1941 | 1942 | 1943 | 1945 | 1947 | 1949 | 1953 | 1955 | 1958 | 1960 | 1961 | 1963 |
| Argentina | 2º   | 3º   | 1º   | 1º   | 5º   | 2º   | 3º   | 2º   | 1º   | 1º   | 1º   | 3º   | 5º   | 5º   | -    | 4º   | 4º   | 3º   | 3º   | 4º   |
| Bolívia   | -    | -    | -    | -    | -    | -    | -    | -    | -    | -    | 6º   | -    | -    | -    | -    | -    | -    | -    | -    | 9º   |
| Brasil    | 3º   | -    | 3º   | 2º   | 3º   | 4º   | 1º   | 3º   | 5º   | 4º   | -    | 1º   | 2º   | 2º   | 2º   | 3º   | 1º   | 1º   | 1º   | 1º   |
| Chile     | 4º   | 2º   | 2º   | -    | 1º   | -    | 5º   | 4º   | 4º   | 3º   | 4º   | 4º   | 3º   | 3º   | 3º   | 6º   | 5º   | 5º   | 6º   | 7º   |
| Colômbia  | -    | -    | -    | -    | -    | -    | -    | -    | -    | -    | -    | 6º   | -    | -    | 7º   | 8º   | 6º   | 6º   | -    | 8º   |
| Equador   | -    | -    | -    | -    | -    | 5º   | -    | -    | -    | 5º   | -    | 5º   | 4º   | -    | 6º   | 7º   | 8º   | 7º   | 7º   | 6º   |
| Paraguai  | -    | -    | -    | -    | -    | -    | -    | 6º   | 6º   | -    | 6º   | -    | -    | 6º   | 4º   | 2º   | 3º   | 2º   | 4º   | 6º   |
| Peru      | -    | -    | -    | -    | 4º   | 1º   | 4º   | 5º   | 2º   | -    | 3º   | -    | 6º   | 4º   | 5º   | 5º   | 7º   | -    | 5º   | 2º   |
| Uruguai   | 1º   | 1º   | 4º   | 3º   | 2º   | 3º   | 2º   | 1º   | 3º   | 2º   | 3º   | 2º   | 1º   | 1º   | 1º   | 1º   | 2º   | 4º   | 2º   | 3º   |
| Venezuela | -    | -    | -    | -    | -    | -    | -    | -    | -    | -    | -    | -    | -    | -    | -    | 9º   | -    | -    | 8º   | -    |

| Equipe    | 1966 | 1968 | 1969 | 1971 | 1973 | 1976 | 1977 | 1979 | 1981 | 1983 | 1985 | 1987 | 1989 | 1991 | 1993 | 1995 | 1997 | 1999 | 2001 | 2003 |
| Argentina | 1º   | 5º   | 3º   | 3º   | 2º   | 1º   | 3º   | 1º   | 3º   | 2º   | 3º   | 1º   | 2º   | 3º   | 2º   | 2º   | 3º   | 2º   | 1º   | 2º   |
| Bolívia   | -    | -    | -    | -    | -    | -    | 9º   | -    | -    | -    | -    | -    | 9º   | -    | -    | -    | 10º  | 10º  | 10º  | -    |
| Brasil    | 2º   | 1º   | 2º   | 1º   | 1º   | 2º   | 1º   | 2º   | 2º   | 1º   | 1º   | 3º   | 1º   | 2º   | 1º   | 3º   | 4º   | 1º   | 2º   | 1º   |
| Chile     | 6º   | 6º   | 5º   | 6º   | 5º   | 6º   | 6º   | 4º   | 4º   | 5º   | 7º   | 6º   | -    | -    | -    | 6º   | 6º   | 7º   | 6º   | 5º   |
| Colômbia  | 7º   | 7º   | 6º   | 5º   | 6º   | 5º   | 7º   | -    | -    | 6º   | 5º   | -    | 7º   | 5º   | -    | -    | 5º   | 9º   | 7º   | 6º   |
| Equador   | 5º   | 8º   | -    | 8º   | 8º   | -    | -    | -    | -    | -    | -    | -    | 5º   | 6º   | -    | -    | 8º   | 6º   | 9º   | -    |
| Paraguai  | 8º   | 4º   | 7º   | 7º   | 7º   | 4º   | 8º   | 6º   | 6º   | 7º   | 6º   | -    | 6º   | 7º   | -    | 5º   | 7º   | 5º   | 5º   | -    |
| Peru      | 3º   | 3º   | 4º   | 4º   | 3º   | 7º   | 5º   | 7º   | 5º   | -    | 8º   | 5º   | 8º   | 8º   | -    | -    | 9º   | 8º   | 8º   | -    |
| Uruguai   | 4º   | 2º   | 1º   | 2º   | 4º   | 3º   | 2º   | 3º   | 1º   | 3º   | 2º   | 4º   | 3º   | 4º   | 4º   | 1º   | 1º   | 4º   | 4º   | 3º   |
| Venezuela | -    | -    | -    | -    | -    | -    | 4º   | 5º   | -    | 4º   | 4º   | 2º   | 4º   | 1º   | 3º   | 4º   | 2º   | 3º   | 3º   | 4º   |

| Equipe    | 2004 | 2006 | 2008 | 2010 | 2012 | 2014 | Total |
| Argentina | 1º   | 3º   | 1º   | 2º   | 1º   | 2º   | 45    |
| Bolívia   | -    | -    | -    | -    | 7º   | -    | 8     |
| Brasil    | 2º   | 1º   | 4º   | 1º   | 4º   | 3º   | 44    |
| Chile     | 5º   | 6º   | 6º   | 7º   | 6º   | 6º   | 41    |
| Colômbia  | -    | 5º   | 5º   | 6º   | 7º   | -    | 25    |
| Equador   | -    | -    | -    | 8º   | -    | 7º   | 21    |
| Paraguai  | 6º   | -    | -    | 5º   | 5º   | 5º   | 31    |
| Peru      | -    | -    | -    | -    | -    | 8º   | 30    |
| Uruguai   | 4º   | 2º   | 2º   | 3º   | 3º   | 4º   | 46    |
| Venezuela | 3º   | 4º   | 3º   | 4º   | 2º   | 1º   | 21    |